# Zagórze przy Skawcach
Zagórze przy Skawcach – zlikwidowany przystanek kolejowy w Zagórzu, w województwie małopolskim, w Polsce, na zlikwidowanej linii Trzebinia – Skawce. Przystanek został zlikwidowany w 1992.